# Bahnhof Hamburg Airport (Flughafen)
Der Bahnhof Hamburg Airport (Flughafen) liegt an der Bahnstrecke Hamburg-Ohlsdorf–Hamburg Airport und wird vom Flügelzug der Linie S 1 der S-Bahn Hamburg bedient. Er ist ein Bahnhofsteil des Bahnhof Hamburg-Ohlsdorf.

## Lage
Der Tunnelbahnhof Hamburg Airport (Flughafen) hat die postalische Anschrift Flughafenstraße 1 und liegt direkt östlich des Flughafens und seinen Terminals. Jeweils am Nord- und Südende des Mittelbahnsteigs auf Minus-2-Ebene befinden sich Zugänge. Hier befinden sich auf der Minus-1-Ebene auch Fahrkartenautomaten und Informationsvitrinen.

## Geschichte

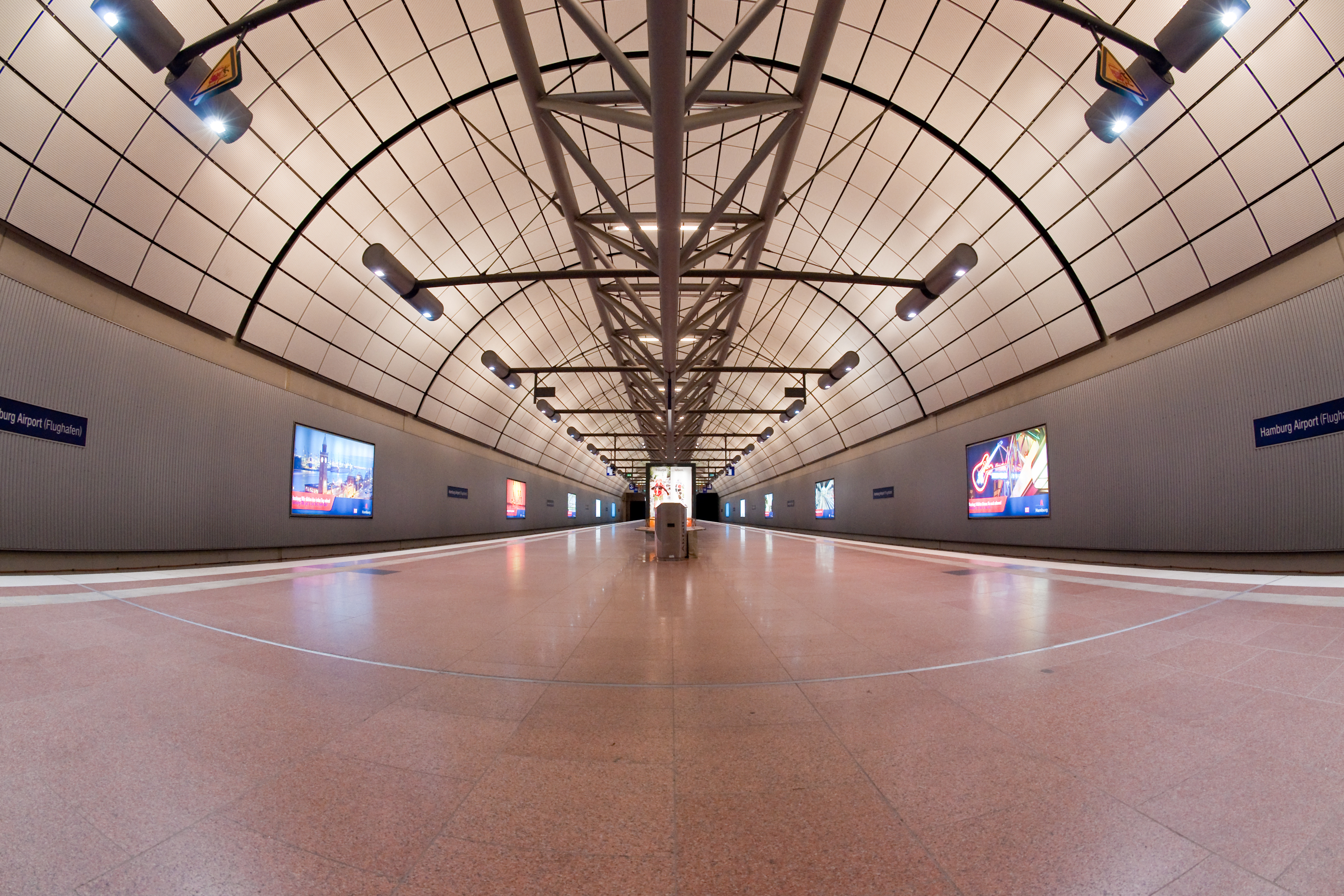
S-Bahnsteig mit Bahnhofshalle

Schon lange Zeit bestand der Wunsch eines schienengebundenen ÖPNV-Anschlusses des Flughafens. Nach der Umstellung der Straßenbahnlinie 9 im Mai 1974 auf Busbetrieb fehlte diese. Die Stationen Fuhlsbüttel und Fuhlsbüttel Nord (ehemalige Namen: Flughafenstraße, Flughafen, Langenhorn Süd) der Langenhorner Bahn (heutige U-Bahn-Linie U 1) liegen für Reisende zu weit östlich des Flughafens. Die verkehrenden Busse der Hamburger Hochbahn genügten dem Verkehrsaufkommen nicht mehr. Auf Grund der seit den 1960er Jahren betriebenen Planungen für einen Flughafen in Kaltenkirchen wurden die Pläne für einen leistungsfähigeren ÖPNV-Anschluss des Hamburger Flughafens zunächst zurückgestellt. Nachdem die Planungen für den Kaltenkirchener Flughafen auf Eis gelegt worden waren, konkretisierten sich die Pläne einer besseren Anbindung des bestehenden Flughafens. Die 2,637 km lange Strecke und somit auch der Flughafenbahnhof wurden am 11. Dezember 2008 eröffnet.

## Betrieb

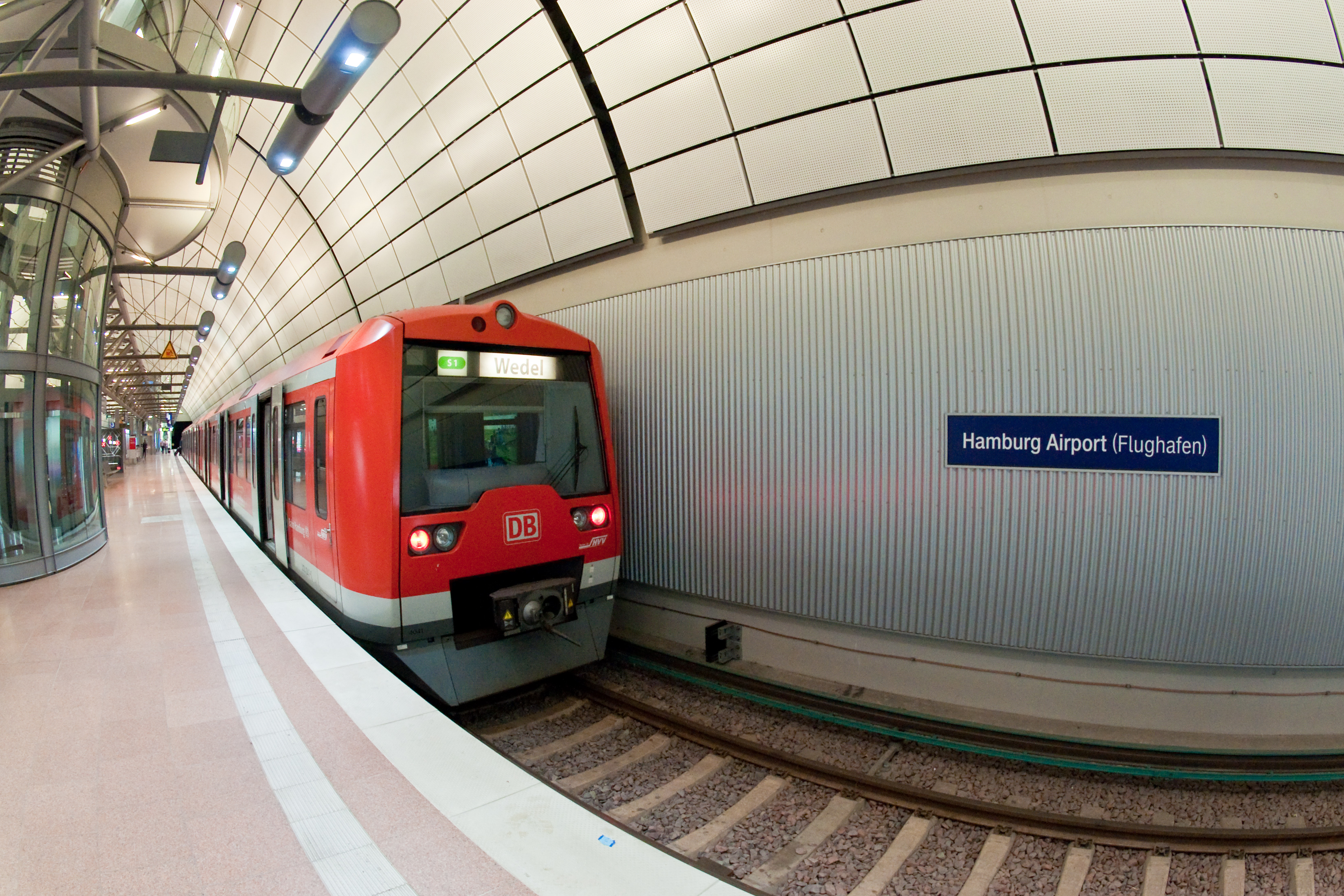
Zug der Baureihe 474 in Hamburg Airport

Der Bahnhof, der von DB InfraGO betrieben wird, wird von der Linie S 1 der S-Bahn Hamburg im 10-/20-Minuten-Takt bedient. Die Strecke wird mit Gleichstrom mittels seitlicher Stromschiene betrieben und besitzt daher keine Oberleitung.
Vom Hauptbahnhof kommende Vollzüge der Linie S 1 werden am Bahnhof Ohlsdorf geflügelt. Der vordere Kurzzug (die ersten drei Wagen) verkehrt dann ohne weiteren Zwischenhalt zum Airport, der hintere Kurzzug zum Bahnhof Poppenbüttel. Die Züge wenden für die Rückfahrt üblicherweise an den Bahnsteigen in die Gegenrichtung. Auf der Rückfahrt werden beide Zugteile dann wieder in Ohlsdorf vereint.
Obwohl der Bahnhof nur zwei Gleise an einem Bahnsteig hat, tragen die Gleise die Nummern 3 und 4. Dies kommt dadurch, dass der Flughafenbahnhof ein Bahnhofsteil des Bahnhofes Hamburg-Ohlsdorf ist, auf dem bereits die Bahnsteiggleise 2 und 5 liegen. Gleis 1 wird nur betrieblich genutzt.
| Linie | Verlauf |
| ----- | --- |
| S 1   | Wedel – Rissen – Sülldorf – Iserbrook – Blankenese – Hochkamp – Klein Flottbek – Othmarschen – Bahrenfeld – Ottensen – Altona – Königstraße – Reeperbahn – Landungsbrücken – Stadthausbrücke – Jungfernstieg – Hauptbahnhof – Berliner Tor – Landwehr – Hasselbrook – Wandsbeker Chaussee – Friedrichsberg – Barmbek – Alte Wöhr (Stadtpark) – Rübenkamp – Ohlsdorf \ Streckenast Poppenbüttel – Kornweg (Klein Borstel) – Hoheneichen – Wellingsbüttel – Poppenbüttel / Streckenast Flughafen – Hamburg Airport (Flughafen) |